# Štěpán Schubert
Štěpán Schubert (* 21. Juli 2003) ist ein tschechischer Hürdenläufer, dessen Spezialstrecke die 110-Meter-Distanz ist.

## Sportliche Laufbahn
Erste Erfahrungen bei internationalen Meisterschaften sammelte Štěpán Schubert im Jahr 2021, als er bei den U20-Europameisterschaften in Tallinn mit 14,44 s im Halbfinale über 110 m Hürden ausschied. Anschließend belegte er bei den U20-Weltmeisterschaften in Nairobi in 13,69 s den achten Platz über die niedrigeren U20-Hürden. Im Jahr darauf schied er bei den U20-Weltmeisterschaften in Cali mit 13,65 s im Semifinale aus und 2023 gelangte er bei den U23-Europameisterschaften in Espoo mit 17,44 s auf den achten Platz. Im Jahr darauf kam er bei den Hallenweltmeisterschaften in Glasgow mit 7,88 s nicht über den Vorlauf über 60 m Hürden hinaus.
2023 wurde Schubert tschechischer Meister im 110-Meter-Hürdenlauf.

## Persönliche Bestzeiten
- 110 m Hürden: 13,63 s (−0,4 m/s), 1. Juli 2023 in Ostrava
  - 60 m Hürden (Halle): 7,76 s, 17. Februar 2024 in Ostrava